# 岡田茂吉
岡田 茂吉（おかだ もきち、1882年（明治15年）12月23日 - 1955年（昭和30年）2月10日）は、日本の芸術家、実業家、思想家、自然農法の創始者、浄霊法の創始者、世界救世教の教祖であり、さまざまな分野で活動した。箱根美術館、熱海美術館（現：MOA美術館）などを創設した。

## 経歴

### 生い立ち〜青年期
1882年（明治15年）、東京府東京市浅草区橋場町（現在の東京都台東区橋場）に古道具屋の次男として生まれる。日新尋常小学校を経て、浅草尋常高等小学校（現在の台東区立浅草小学校）に入学する。画家を志し、1897年（明治30年）9月に東京美術学校（現在の東京芸術大学美術学部）予備ノ課程に入学するも、眼病のため中退を余儀なくする。
1899年（明治33年）4月、眼病から快復すると肋膜炎に2度、重度の肺結核に罹病する等、病との闘いが続く。1900年（明治34年）、18歳当時、病は次第に重くなり、医師より見放されるが、徹底した菜食療法により全快する。この経験から岡田は薬物の持つ副作用に気付き、医薬品に頼らない、自然治癒力を重視した生活様式を築き上げた。
1902年（明治35年）2月10日、姉・志づが死去する。この頃、書画骨董の勉強を始めるかたわら、蒔絵職人のもとで蒔絵を習い始める。しかし3年後、右手人差し指を怪我し、蒔絵の制作を断念する。1905年（明治38年）5月22日、父・喜三郎が死去する。これを機に独立し、東京都京橋区桶町11番地（現、東京都中央区八重洲）に小間物小売店「光琳堂」を開業。
1907年（明治40年）2月、東京都中央区京橋に装身具卸商「岡田商店」を開業。同年6月、相原タカと結婚。同年、茨城県五浦に岡倉天心を訪ねる。岡田は「先生は将来の日本画に対する抱負などを語られ、私も非常に得るところあり、先生の凡ならざる事もその時知ったのである」と述べる。この晩、下村観山、木村武山と一夜語り明かし、観山より「美術院を作った天心先生の意図は、光琳を現代に生かすにある」との話を聞く。この頃から約10年間、痔疾、胃病、リウマチ、神経衰弱、尿道炎、扁桃腺炎、頭痛、腸カタル、心臓弁膜症、歯根膜炎などありとあらゆる病気を経験する。1909年（明治42年）、重症の腸チフスにかかり死を覚悟するが完治する。同年、三越呉服店の児童博覧会に簪を出展、銅賞受賞。
1912年（明治45年）5月25日、母・登里死去。1914年（大正3年）、東京上野公園の東京大正博覧会に簪を出展、銅賞受賞。この頃、三越呉服店と取引を始める。1915年（大正4年）、「旭ダイヤモンド」を発明、日本を含む世界10ヵ国の特許を取得。その他11件の実用新案特許を取得する。1919年（大正8年）、事業で順調に収益を上げたが、取引先銀行が経営破綻し事業が頓挫する。さらに妻・タカが流産や死産を繰り返し、やっと妊娠した子も5か月で死亡、そして同年6月11日に腸チフスを患っていた中での早産のために妻・タカが衰弱死するなど不幸が重なる。同年12月、太田よ志と再婚。1920年（大正9年）、岡田商店を株式会社化し事業再建を図るが、第一次世界大戦後の経済不況で再び苦境に陥る。
岡田は元々は根っからの無神論者であったが、これらの不幸が続くことで信仰を求めた。しかし知人や親類から様々な宗教を勧められるもはじめは心は向かなかった。

### 大本教入信と脱退
1920年（大正9年）、新聞広告で大本教批判という本を発見し購入。その後大本教の講演会に参加し、これをきっかけに大本教に入信する。同年10月、長女・通子誕生。1921年（大正10年）、社運挽回に努め信仰から離れる。同年12月、長男・至麿誕生。1923年（大正12年）、関東大震災のため、ふたたび事業に大打撃を受ける。同年10月、長男・至麿死去。同年12月、次男・三穂麿誕生。
1924年（大正13年）、大本の信仰に戻る。不可視力の研究に没頭、身辺に奇蹟現われる。この頃より、大本教の芸術活動に積極的に参加する。次第に頭角を現し、出口王仁三郎から「朝寝坊暉月」の名を受け句会を主催する。その後、朝起きが遅いのを反省し、名を「明烏阿呆」（あけがらすあほう）と改める。それを機に早起きになったと後年岡田は語っている。1925年（大正14年）8月、次女・三弥子誕生。
1926年（昭和元年）12月のある晩、お腹に光り輝く玉が入るといった神秘体験をし、自己の使命を悟る。
1927年（昭和2年）、東京愛信会の明光支社・主任となる。同年三女・斎誕生。1928年（昭和3年）2月4日、事業の一切を部下に委譲し、一層、不可視力の研究に没頭する。同年4月、大本教の准宣伝使、同7月には正宣伝使、翌1929年（昭和4年）には東京本部・常任委員となる。
1929年（昭和4年）、浄霊法の確立に向けた研究を始める。病気の原因は肉体の毒素にあり、毒素を排除するには、肉体と密合した不可視な霊体にある曇りを解消することであり、その方法としての浄霊法であると説いている。同年4月、三男・茂芳誕生。この頃、画帖「四季之風月」を揮毫する。1930年（昭和5年）7月21日、妻・よ志をはじめ11名を伴って富士登山に向かう。同年9月、笑い冠句会を発足する。
1931年（昭和6年）5月3日、瑞光歌会を発足する。同年6月15日、千葉県鋸山の山頂にてこの日が霊界における霊界の夜の世から昼の世への転回点であると感得する。その現象を「夜昼転換」と称した。
1932年（昭和7年）3月、四男・六合大誕生。この頃、支部を回って講演するかたわら、浄霊法の活動にもいそしみ、4月には能登・七尾に、5月には千葉県夷隅郡東村へと自ら赴く。1934年（昭和9年）5月1日、不可視力の研究の成果を世に問うべく、東京都麹町区麹町平河町（現在の千代田区麹町）に、岡田式神霊指圧療法の名で「応神堂本院」を開設。同年、広告に使ったビラ（稟告）が、誇大広告として当局の問題となったことで、警察から呼び出しを受け、始末書を書いている。
同年9月15日、大本教から離れる。当時、大本教の方針とは異なる活動を行なっていたことへの批判を受け、同時に弟子の失態の責任をとる形で離脱の届け出を提出している。

### 大日本観音会創設
1934年（昭和9年）12月23日、応神堂にて大日本観音会の仮発会式を執行。
1935年（昭和10年）1月1日、東京市麹町区麹町（現在の千代田区麹町）にて「大日本観音会」を発会し、人類福祉の増進と真文明世界建設を目的として立教を宣言。（これが後に世界救世教となる）。同年5月1日、応神堂本院に対する「分院」構想を発表し、開設におよぶ。同年6月4日、大日本観音会の仮本部に、「日本医術講習所」を設け、応神堂進出以来の治療実績をまとめた「日本医術講義録」に基づき講習を始める。同年9月、「療院」構想発表。（東京に10ヶ所、全国に100ヶ所、全世界に1000ヶ所）。同年10月1日、東京都世田谷区上野毛の土地を入手し、「玉川郷」（後に宝山荘）と命名。「大日本観音会」の総本部とする。同年10月10日、総本部発会式を執行。同年11月11日、この頃から、竹内慶次郎医師の勧めで、『内外公論』『巌手公論』両誌上に、医療や健康問題に関する論文を発表する。同年、美術館建設構想を示している。
1936年（昭和11年）2月、自然農法の研究を始める。岡田の「土は生きている、生命体である」との哲学に基づいて、土づくりを重視し、自然の力を発揮させて土本来のもつ生育力を高める栽培実験と研究を行った。同年5月15日に官憲の圧迫により宗教行為と治療行為の分離を迫られ、「大日本健康協会」を創立（顧問は、竹内慶次郎医師。会員数229名）。医術、治療の面を宗教から分離し、所属する宗派のいかんにかかわらず、宗教を信じない人にも広く浄霊の恩恵に与ってもらいたいと考えた。現在でいうところの統合医療による療院（病院）構想もしている。同年6月15日、大日本健康協会機関紙「健康」発刊。同年7月1日、大日本観音会を解散。複数の脅迫的干渉により解散に追い込まれる。同年7月6日、「岡田式療病術夏期特別講習会」開催（12回の集中講座。約60名参加、全講義を岡田が担当）同年7月28日、警視庁より療術行為禁止令が出たため大日本健康協会は自然消滅する。同年8月5日～6日、埼玉県大宮警察署に医師法違反等の疑いで留置される。同年8月10日～20日、玉川警察署に医療妨害の疑いで留置される。同年9月、宝山荘において「観音百幅会」を発足。同年10月15日、宝山荘に富士見亭が完成する。（現在、箱根神仙郷内に移築されている）
1937年（昭和12年）10月22日、1年3ヵ月ぶりに治療禁止命令が解除される。陸軍中将の娘の病気が岡田の治療によって治癒したことがきっかけで、警視総監などへの折衝により、治療禁止が解除された。岡田式指圧療法の名のもとに活動を再開する。
1938年（昭和13年）7月、玉川郷で自然農法の試作を始める。作物生産の基本である土のもつ生育力を高める方法を提唱し、その栽培実験と研究を行った。
1940年（昭和15年）11月28～30日、医師法違反の疑いで玉川警察署に留置される。同年12月1日、治療を廃業。この後、弟子の養成に力を入れる。第一線の仕事から退いた岡田は、自然農法の研究や絵筆を揮り、執筆に力を注ぐ。
1941年（昭和16年）、顕官、実業家などの要望により、療術行為の届け出をする。この年、丹波、元伊勢、鹿島、香取両神宮など各地を旅行している。
1942年（昭和17年）9月28日、浄霊法の原理と方法、結果の集大成である「明日の医術」の初版、第1篇、第2篇が非売品として発行され受講者に下付された。第3篇は翌年10月に発刊される。同年12月13日、「結核問題と其解決策」を刊行。
1944年（昭和19年）2月、「明日の医術」が警視庁より発刊禁止処分を受ける。同年5月5日、戦火が激しくなり、東京から箱根の強羅へと居を移す。同年、藤山雷太の別荘を購入し「神山荘」と名付け、この地を神仙郷と命名する。同年10月5日、熱海市東山に第一銀行頭取だった石井健吾がかつて建てた屋敷を購入。地名になじんで「東山荘」と名付ける。
1945年（昭和20年）、熱海市伊豆山大久保の土地を購入し、その地を「瑞雲郷」と命名する。終戦を機に、岡田は長年の研究と独自の哲学に基づき、真善美の理想世界「美の世界」のひな型の建設を始める。建設に適した土地として、初めに箱根町強羅、次に熱海を選んだ。一方、同時期に岡田は美術品の鑑識修行と蒐集を本格的に始める。当初は特に蒔絵などの限られた美術品に鑑識眼を発揮した。以後、昭和22～23年は琳派と日本陶器、24年は近代画や大和絵、浮世絵、25年は東山水墨画、古筆、墨蹟類、宋元画、26年には中国、朝鮮の陶磁器類、仏画、27年には仏像というように幅広い分野の美術品についての知識と鑑識眼を深めていった。この頃、神仙郷の日光殿（旧早雲寮）の設計を吉田五十八に依頼する。
1946年（昭和21年）8月15日、神仙郷に岡田の住まいとなる「観山亭」が完成する。以後、一木一草一石にいたるまで岡田の設計、監督のもとに、神仙郷の造園、各施設の建設が進められた。熱海においても同様に、岡田の指示のもとに造園が進み、そこに全国から集まった勤労奉仕隊員が加わった。
1947年（昭和22年）2月11日、各弟子たちがその姓を冠し、〇〇式指圧療法という名称で行っていた体制を改めて、「日本浄化療法普及会」を結成し組織の一本化を図った。熱海市東山を事務所とした。「日本浄化療法普及会主旨及会則」を発表。同年8月30日、静岡県熱海市で宗教法人「日本観音教団」として教団を再出発する。この頃、神仙郷の茶室「山月庵」の建築を三代目・木村清兵衛に依頼する。
1948年（昭和23年）頃には、岡田の食卓はすべて自然農法産農産物となっている。同年10月、熱海市清水町に仮本部を設置（清水町仮本部）、以後、岡田との「面会」という形で、会員との質疑応答や新たな構想の発表が行われた。同年10月30日、「日本五六七教会」を発足。同年、無肥料栽培の論文を発表。
1949年（昭和24年）2月25日、宗教法人「日本五六七教」発足。同年3月8日、熱海市西山に社会生活に密着した理想郷の建設を始め、その地を「瑞泉郷」と命名する。自然農法の農園、和洋あわさった花苑、浄霊法による療養所の建設の計画を発表した。同年5月、神仙郷に「早雲寮」完成。同年5月8日、論文「花による天国化運動」を発表、その中で「吾らの狙いはいかなる階級、いかなる場所といえども花あり、誰の眼にも触れるようにする事である。」と説いている。同年6月5日、「日本五六七教会」は、「日本五六七教」の被包括法人となる。同年6月25日、「自観叢書」刊行（第9篇「光への道」自叙伝を代表とする全15篇を順不同で発刊する。最後は第10篇、昭和25年4月20日）

### 世界救世（メシヤ）教創設〜晩年
1950年（昭和25年）2月4日、「日本観音教団」「日本五六七教」を解散し、両会を一本化した宗教法人「世界救世（メシヤ）教」を発足。岡田の名称を「明主」とした。この頃、浮世絵研究家近藤市太郎と出会ったことが契機となり、初期風俗画、肉筆浮世絵が美術品収集の対象となる。同年4月13日、熱海大火。清水町仮本部類焼をまぬがれる。同年5月29日、熱海の世界救世教本部が脱税・贈賄などの容疑で捜索を受け、岡田も検挙されたが、後に「無罪」となる。。同年夏、神仙郷に山月庵が完成。同年8月15日、神仙郷内の早雲寮を「日光殿」に改称。同年10月11日、第1回公判が開かれる。同年10月30日、著書「法難手記」出版。岡田はその中で、先の逮捕・留置の際、きわめて脅迫的な状況のもとで行われた取り調べであり、自白に追い込まれたと述べている。11月20日、著書「世界救世教早わかり」出版、その中には、「本教の誕生」「天地創成記」「自然農法」などの論文を収録している。同年12月23日、浄霊法の確立。論文「浄霊法変る」（栄光84号）を発表。この頃、熱海市咲見町に仮本部を移転する。
1951年（昭和26年）1月15日、著書「自然農法解説」発刊。同年1月24日、ハワイ日刊新聞「ヘラルド」紙への奇書。「将来ハワイの土地へも本教教線が拡がる日の来るのは大いに期待している…、まず最初の鍬入れとしての意味で書くのである」と解説している。同年1月30日、「笑いの泉」出版。同年5月22日、東京・日比谷公会堂にて、新文明の創造と題して講演。真の文明世界とは、生命の安全が保障され、人類が幸福を享受できる世界であることと述べる。その解説書としての「文明の創造」の発刊を内外に発表。（「文明の創造」は岡田在世中は未刊となる）同年5月29日、第1回関西巡教。以後、昭和29年春まで毎年、春秋2回の関西巡教を行なう。法然院、清涼寺をはじめとする仏閣、離宮を視察している。同年6月15日、神仙郷内の日光殿増築落成祝賀式典を実施。あわせて、本山構想を発表。名称を「光明殿」もしくは「光明会館」と説いている。同年6月25日、論文「関西紀行」を発表。8月5日、著書「新しい暴力 法難顛末記」を出版、8月10日、著書「或る日の公判スケッチ 新しき暴力付録　序文にかえて」出版。8月15日、著書「結核の革命的療法」出版、全快者100人の手記を掲載している。同年9月、米国有機農業実施者であるJ.I.ロデールとの交流が始まる。
1952年（昭和27年）1月30日、「農業の大革命　五ヶ年にして米の五割増産は確実」（栄光141号「農業特集号」）発表。4月、映画「大建設」発表。6月15日、箱根美術館を開館。開館に際し「神仙郷完成兼美術館開館記念祝賀式典」を執行。岡田は開館時の挨拶で「美術品なるものは、出来るだけ大衆に見せて、楽しませ、知らず識らずの内に人間の心性を高める事こそ、その存在理由と言えましょう」と述べている。同日、米国イリノイ州ノース・ウエスタン大学教授グレーデン博士と対談。同年6月22日、パリ・マッチ誌主宰レモン・カルティユ夫妻と対談。この頃、旧神田鐳蔵コレクションの存在を知り、さらに肉筆浮世絵の収集内容の充実が図られた。同年7月、映画「天国の苑」発表、7月2日、論文「自然農法の勝利」「自然農法の驚異」（栄光163号）を発表。同年9月15日、財団法人東明美術保存会（現、公益財団法人岡田茂吉美術文化財団）設立。同年10月8日、論文「美術品の集まる理由」（栄光177号）を発表。同年10月18日、京都嵯峨の広沢池畔の土地を購入（京都・平安郷）。箱根を火、熱海を水、そして京都を土と位置づけ、三位一体が構成されることで事業の進展に期待を寄せた。日本の伝統文化の豊かな京都の地に位置づくその地を平安郷と命名し、そこに仏教美術を中心とする大規模な美術館と日本風の一大庭園を造営する構想を描いていた。同年11月12日、論文「東方の光」（栄光182号）を発表。同年12月24日、判決（懲役3年執行猶予3年、2年後には無罪の判決がおりる）。
1953年（昭和28年）1月1日、論文「世界夢物語」発表、著書「アメリカを救う」（54人の手記を掲載）出版。同年1月20日、「アメリカを救う」全国書店一斉発売。同年1月21日、毎日新聞事業部との間で、映画「東方の光」の制作契約締結（英語版、日本語版製作）同年2月11日、米国布教開始（教師派遣）。同年3月25日、岡田が生けた花を天然色写真に写して、それを本にすると示す。（後年、50点に及ぶ写真をもとに「大光輪（岡田茂吉のいけばな写真集）」として刊行される。同年4月29日、論文「これから世界はどうなる」発表、5月5日、著書「革命的増産の自然農法解説書」発刊。同年5月25日、箱根美術館別館新設。同年6月1日～、箱根美術館別館新設記念「浮世絵展」開催。同年6月15日、神仙郷が完成、「箱根地上天国完成記念祭」を執行する。神仙郷は自然の素材である土地の構造、岩石、水、樹木、草花等を活かして自然の美を表現し、そこに人間の創作による美の結晶である美術品を展示、さまざまな美を総合することで「美の世界」を表した。その狙いを「人間に内在している美の観念を引き出し、おのずからなる品性を向上させ、魂の汚れを洗うのが狙いである」と語っている。同年7月8日、論文「神仙郷地上天国の大いなる意義」（栄光216号）発表。同年8月15日、医師懇談会を開催（日光殿）、６歳の子供の浄霊法による完治事例に対する医学博士7名による意見の交換がなされた。同年9月10日、著書「世界救世教奇蹟集」（120の事例を紹介）発刊。同年10月10日、「農村天国」の実現を提唱。同年10月16日、瑞雲郷・「救世（メシヤ）会館」上棟式執行。コルビュジェ様式を宗教建築として整え、さらに一層モダンなものに設計した。同年12月1日、「自然農法普及会」発足（一村一支部構想）、著書「結核信仰療法」出版（全快者100人の事例を掲載）。同年12月、カラー映画「東方之光」発表。同年、『自然農法解説書』など著書を数点出版。同年、手鑑 「翰墨城」を入手。同年、論文「一人が百人」（栄光192号）を発表、「本教は宗教でありながら、宗教は一部であって、目下のところだけでも医術、農業、芸術を主としての素晴しい成果を挙げている。もちろんいずれは他の文化面にわたっても、画期的事業を行う予定である」と述べる。
1954年（昭和29年）1月1日、熱海瑞雲郷完成の暁には、本格的に「岡田茂吉研究」が始まると述べる。同年1月13日、論文「浄霊は科学療法なり」（栄光243号）発表。同年1月27日、論文「日本農業の大革命 無肥料で初年度から一割乃至五割増産」（「農業特集号」栄光245号）発表。同年2月4日、尾形光琳の「紅白梅図屏風」を入手。同年2月25日、世界救世教ハワイ教会落成式の記事がハワイ報知新聞に掲載される。同年2月26日、ハワイ教会落成式に岡田がメッセージを送る。「何れハワイにも造り、次にアメリカ、ヨーロッパ、アジアというように、世界の到る所に地上天国が造られることになります」と述べる。同年3月16日、世界文化連盟の構想を発表。（日本独特の芸術を継承発展させると同時に、これを世界に紹介すべく、国際的な美術文化交流を推進する構想を示した）。同年4月9日、これまでのコレクションをもとに、日本橋三越において『肉筆浮世絵名品展』を開催、60余点の名品が公開される。同年4月16日、アメリカの雑誌「シーン」とラジオ東京の取材を受ける。同年4月19日、脳溢血の症状を起こして倒れる。 同年6月5日、教会長をはじめ主だった資格者を晩年の住まいとしていた熱海「碧雲荘」に招集し、『メシヤ降誕と言ってね、メシヤが生まれたわけです。言葉だけでなく事実がそうなんですよ。私も驚いたんです。生まれ変わるというんじゃないですね。新しく生まれるわけですね』と述べ、6月15日「メシヤ降誕仮祝典」を執行。しかしその後、岡田は自信がメシヤ宣言を撤回している。同年9月23日～27日、秋季大祭（於：日光殿）にて、映画「東方之光」「天国の苑」「大建設」を上映。同年11月9日、朝日、毎日、読売新聞はじめ計10社の新聞関係者からインタビューを受ける。同年12月11日、熱海・瑞雲郷に「水晶殿」が完成。瑞雲郷の中でも代表的な眺望の良い所を景観台と名付け、そこに水晶殿を建設。まったく柱を用いず、前面を大きくあけた透明感がその名にふさわしく、岡田は、独占的なものにせず「一人でも多くの人々に天与の景勝地を楽しんでもらいたい」と語った。同年12月23日、「救世（メシヤ）会館」が完成する。岡田は、芸能専門に使用し、有名な音楽家や一流の芸能人に演じてもらうと語っている。（尚、後に地盤が弱いとの理由から昭和47年に新しく建て直されている）。
1955年（昭和30年）2月8日、野々村仁清の色絵藤花文茶壺を入手する。同年2月10日、熱海市水口町の「碧雲荘」にて再び脳溢血にて死去。享年74（72歳没）。岡田はその生涯において、2,000編を超える論文、7,000点を超える日本画と、和歌5,500首を詠み、100万枚におよぶ書を残した。
1957年（昭和32年）、岡田の収集品をもとに、箱根美術館の姉妹館として熱海美術館が開館する（後に「救世熱海美術館」と改称、現在のMOA美術館）。

## 家族
- 父親：喜三郎
- 母親：登里
- 姉：志
- 兄：武次郎
- 妻：岡田よし

## 自然農法
岡田の説く自然農法とは、化学肥料を使用せず、土を清浄にして栽培することで、土壌本来の力を発揮させ、その地域の住民や家畜の自給自足できる量の作物が得られるというものである。
1942年（昭和17年）には、米、水稲、小麦、大豆、花、果樹、野菜などの無肥料栽培を研究。1948年（昭和23年）、『無肥料栽培』と題する論説文を発表した。
1950年（昭和25年）、岡田の農法は「自然農法」という名称に統一された。

## 著書
- 『東方の光』（旬刊、昭和10年1月23日）
- 『明日の医術』
  - 一（昭和11年5月15日）
  - 二（昭和17年）
- 『天国の福音』 昭和22年2月5日
- 『地上天国』（月刊） 昭和23年12月1日、後に機関紙『光』『救世』『栄光』と改題
- 『自然農法解説書』（世界救世教、1953年） ASIN B000JBAXVQ
- 『結核信仰療法』（世界救世教出版部、1953年） ASIN B000JBB536
- 『アメリカを救う』（世界救世教出版部、1953年） ASIN B000JBBBC6
- 『世界救世教奇蹟集 科学への原子爆弾』（世界救世教出版部、1953年） ASIN B000JBA6EA

## 関連書

### 世界救世教
- 世界救世教（編） 『東方の光』（岡田茂吉伝記、エムオーエー商事、1981年）
- 岡田茂吉全集刊行委員会 『岡田茂吉全集』
- 岡田茂吉 『岡田茂吉墨筆集（一）』（雲の紀出版社、1993年）
- 世界救世教（編）『天国の礎』（世界救世教いづのめ教団発行）
- 世界救世教（編） 『岡田茂吉 光の生涯 写真集』（エムオーエー商事、1985年） ASIN B000J6O0DI
- 世界救世教（編） 『神示の健康』（岡田茂吉論文集選書、エムオーエー商事）
- 『岡田茂吉の世界 栗田勇氏は語る』（エムオーエー商事、1990年）

### 一般
- 高橋巖 『岡田茂吉における宗教と芸術』（書肆風の薔薇、1984年） ISBN 479527164X
- 川上源太郎 『現代を救う岡田茂吉』（講談社、1985年） ISBN 4062023989
- 小出進 『世界救世教 岡田茂吉 企画行動力の秘密』（講談社、1986年） ISBN 4062024527
- 谷口慧 『神様を見せてあげよう 世界救世教 岡田茂吉の奇跡』（徳間書店、1987年） ISBN 4195534399
- 設楽登茂麿 『世界救世教教祖・超宗教MOAの岡田茂吉メシヤ様とは』（新人物往来社、1989年） ISBN 4404015941
- 中島多加仁 『明烏阿呆伝 岡田茂吉の思想と生涯』（近代文芸社、1996年） ISBN 4773352914
- 大星光史 『岡田茂吉その豊かな世界 地上の天国と自然農法』（考古堂書店、2000年） ISBN 4874995810